# Umbra (Farbe)
Als Umbra (lat.: umbra – Schatten) oder Umbraun bezeichnet man eine Erdfarbe, die je nach Herkunft und Ursprung verschiedene Schattierungen besitzt. Weitere Bezeichnungen dieses Farbstoffs sind Erdbraun, Römischbraun, Spanischbraun oder Sepiabraun. Im Unterschied zu echter Sepia ist Umbra jedoch ein anorganisches Pigment. Im Colour Index ist Umbra unter dem Namen C. I. Pigment Brown 7 eingeordnet.
Die eigentliche oder echte Ware ist ein toniger, durch Verwitterung mulmiger Brauneisenstein von leber- bis kastanienbrauner Farbe, der neben Eisenoxiden immer auch braunes Mangandioxid enthält.

## Varianten
- Die beste Sorte wird auf der Insel Zypern gefunden und als cyprische oder türkische Umbra im Handel zu höchsten Preisen angeboten. Sie besitzt einen braunen Ton mit einem deutlichen Graustich und ist etwas grünlicher als brauner Ocker. Wenn diese Sorte gebrannt wird, nimmt sie eine rotbraune Farbe an.
- Ähnliche, aber weniger hochwertige Ware wird auf den Eisensteingruben um Saalfeld/Saale, Könitz und Kamsdorf gefunden, ebenso in verschiedenen Gegenden Englands und auf Sizilien. Die von letzterem Fundort ist ein kastanienbrauner Eisenocker mit muscheligem Bruch.

Als Ersatz für echte Umbra (mineralisch), wird das aus Braunkohle gewonnene Kasslerbraun oder kölnische Umbra verwendet. Häufig ist die im Kleinverkehr käufliche Umbra nichts anderes als Bolus.

## Verwendung

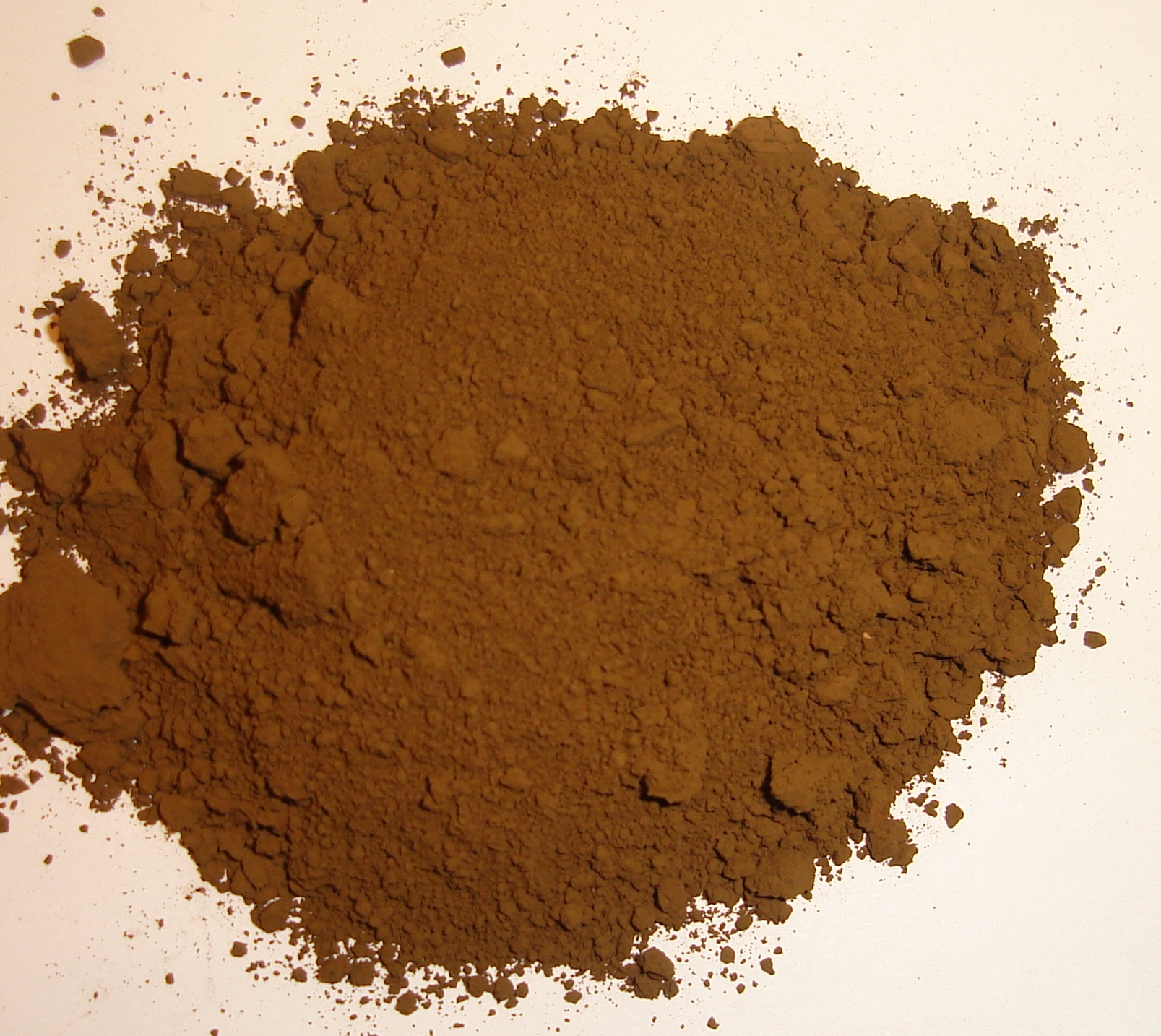
Ungebrannte Umbra

Alle Umbrasorten müssen vor dem Gebrauch gepulvert und durch Schlämmen von sandigen Teilen befreit werden, wenn sie es noch nicht sind. Man verwendet dieselben sehr häufig zu Anstrichen aller Art, sowohl als Öl- wie als Wasserfarbe, zu dunklen Firnissen, besonders häufig in der Wachstuchfabrikation, zum Braunfärben von Holz, zu Vergoldergrund, und in der dekorativen Kosmetik. In Kosmetikartikeln wird es in der Liste der Inhaltsstoffe als UMBER (INCI) aufgeführt. 

### Schattenmalerei
Farbmischungen mit Umbra werden in der Malerei zur Darstellung von Schatten verwendet sowie beim Fassadenanstrich für Schatteneffekte. Zu diesem Zweck wird die Farbe des Objekts mit Umbra gemischt, um schattige Teile dieses Objekts darzustellen. Beispiel: Der Schatten auf einem roten Kleid würde mit einer Mischung aus dem gleichen Rot und Umbra angelegt. Oder: Die dem Lichteinfall entzogene Fassadenfläche eines Gebäudes wird mit einer Mischung aus Hauptfarbe und Umbra gestrichen.

## Gebrauch durch die SPD
Die Sozialdemokratische Partei Deutschlands nutzt den Farbton Umbra in ihrer Werbung seit der Bundestagswahl 2005. Die Nutzung von Umbra bei öffentlichen Auftritten wurde 2005 auch in den Medien thematisiert.